# Gawel
Gawel (ou Gaouel) est un canton du Cameroun situé dans l'arrondissement de Ndoukoula, le département du Diamaré et la région de l’Extrême-Nord. C'est aussi un lawanat dirigé par un chef du 2e degré.

## Climat
C'est un climat tropical de type Aw dans la classification de Köppen, avec davantage de pluie en été qu'en hiver. La température moyenne y est de 27.7 °C. Les précipitations annuelles moyennes sont de l'ordre de 842 mm. 

## Population
Lors du recensement de 2005, on y a dénombré 7 568 personnes, principalement des Guiziga.

## Infrastructures
Gawel est doté d'un lycée public général accueillant des élèves de la 6e à la Terminale.